# Concepto primitivo

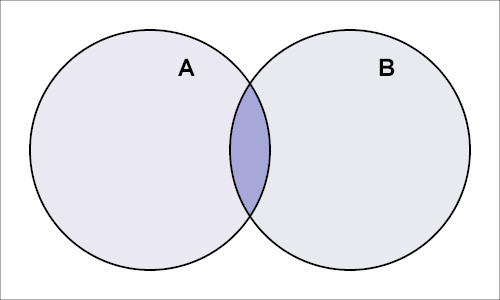
Concepto primitivo

En lógica, un concepto primitivo, concepto básico, concepto fundamental o noción primitiva es un concepto no definido en un contexto determinado. Particularmente, en una teoría (sistema hipotético-deductivo), es un concepto no definido que se postula en un axioma. Que un concepto primitivo sea no definido, no implica que su significado sea impreciso, pues las relaciones entre los conceptos primitivos en los axiomas, primero, y entre los conceptos primitivos y las definiciones y teoremas, después, le otorgan un significado preciso.
Por lo anterior, se dice en ocasiones que los conceptos primitivos en las teorías están "definidos" por uno o más axiomas, pero esto puede llevar a errores. Para evitarlos, más precisamente, el sentido ascendente (un componente del significado) de un concepto primitivo es igual al conjunto de axiomas en el que se presenta ese concepto. Por ejemplo, en la mecánica de partículas clásica, el sentido ascendente del concepto primitivo {\displaystyle ~M} de masa es igual al conjunto de los siguientes tres postulados:
(i) Axioma matemático: {\displaystyle ~M} es una función aditiva que relaciona el conjunto {\displaystyle ~P} de las partículas con el conjunto {\displaystyle \mathbb {R} ^{+}} de los números reales positivos.
(ii) Axioma fáctico: la segunda ley del movimiento de Newton {\displaystyle {\vec {F}}(p)=M(p)\cdot {\vec {A}}(p)}.
(iii) Axioma semántico: {\displaystyle ~M(p)} representa la inercia de la partícula {\displaystyle p\in P}. 
Las teorías no pueden dispensar de los conceptos primitivos, so pena del problema de regresión infinita. Otro ejemplo de uso de conceptos primitivos se puede encontrar en los axiomas de Hilbert propuestos como fundamento de la geometría euclidiana. El sistema axiomático de Hilbert se compone de nueve nociones primitivas: 
tres términos primitivos:
punto,  línea recta,  plano,
y seis relaciones primitivas:
- Orden, una relación ternaria entre puntos;
- Pertenencia, tres relaciones binarias, una de ellas entre puntos y rectas, otra entre puntos y planos, y otra entre rectas y planos;
- Congruencia, dos relaciones binarias, una entre segmentos y otra entre ángulos, denotadas por {\displaystyle \cong }.

Nótese que los segmentos y los ángulos (así como también los triángulos) no son nociones primitivas, sino que se definen en términos de puntos y rectas utilizando las relaciones de orden y pertenencia, a estos conceptos George Pólya los define como conceptos derivados.